# 澳大利亚公共假日
澳大利亚公眾假期：
- 1月1日——新年
- 1月26日——澳大利亞國慶日
- 3月或4月份——復活節 耶穌受難節
- 4月25日——澳紐軍人紀念日
- 12月25日——圣诞节
- 12月26日——節禮日 (南澳除外)

各州對於勞動節有不同的放假日期:
維多利亞州和塔斯馬尼亞:3月的第2個星期一。
勞動節在塔斯馬尼亞被稱為八小時日（Eight Hours Day）
西澳州：3月的第1個星期一
昆士蘭州和北領地地區：5月的第1個星期一
勞動節在北領地被稱為五月節（May Day）
南澳州和以及澳洲首都領地：10月的第1個星期一。
各州都有不同的公眾假期：
- 澳洲首都領地(Australian Capital Territory）
- 3月13日：坎培拉日（Canberra Day）
- 5月29日：和解日(Reconciliation Day）
- 6月12日：國王誕辰日(King's Birthday）
- 10月2日: 勞動節（Labour Day）

新南威爾士州(New South Wales）
- 6月12日：國王誕辰日(King's Birthday）
- 10月2日：勞動節(Labour Day）

北領地(Northern Territory）
- 5月1日: 五月節(May Day）
- 6月12日：6月公眾假期
- 7月7日：愛麗斯泉農展會日（Alice Springs Show Day）*
- 7月14: 泰能特溪農展會日（Tennant Creek Show Day）*
- 7月21日：凱瑟琳農展會日（Katherine Show Day）*
- 7月28日：達爾文農展會日（Darwin Show Day）*
- 8月7日：野餐日(Picnic Day）
- 8月18日: 波勞羅拉農展會日（Borroloola Show Day）*

- *僅屬地區紀念活動

昆士蘭州（Queensland）
- 5月1日：勞動節
- 8月16日：Ekka Wednesday*
- 10月2日：國王誕辰日

- *僅限布里斯本（Brisbane）

南澳州(South Australia）
- 3月13日：阿德萊德杯日(Adelaide Cup Day）
- 6月12日：國王誕辰日（King's Birthday）
- 10月2日:勞動節
- 12月26日：宣言日(Proclamation Day）

塔斯曼尼亞(Tasmania）
- 1月11日：德文港杯(Devonport Cup）*
- 2月13日: 皇家荷伯特賽艇會(Royal Hobart Regatta）*
- 2月22日：朗塞斯頓杯（Launceston Cup）*
- 3月7日：國王島農展會（King Island Show）*
- 3月11日: 八小時日（Eight Hours Day）
- 5月5日：AGFEST*
- 6月12日：國王誕辰日（King's Birthday）
- 10月6日：泊尼農展會（Burnie Show）*
- 10月12日:皇家朗塞斯頓農展會（Royal Launceston Show）*
- 10月20日：費蓮達島農展會（Flinders Island Show）*
- 10月26日皇家荷伯特農展會日（Royal Hobart Show）*
- 11月6日：康樂日(Recreation Day）*
- 12月1日：德文港農展會（Devonport Show）*

- *僅屬地區紀念活動

維多利亞州
- 3月13日:勞動節
- 6月12: 國王誕辰日（King's Birthday）
- 11月7日：墨爾本盃賽馬日(Melbourne Cup Day）

[西澳州](Western Australia）
- 3月6日:勞動節
- 6月5日: 西澳日（Western Australia Day）
- 9月25日：國王誕辰日

- 西澳州個別地區可能在其他日子慶祝國王誕辰日及放公眾假期

其他各州的節日:
- 坎培拉日—3月的第三個禮拜一，只有首都特區放假
- 墨爾本盃日—11月的第一個禮拜二，維多利亞州的墨爾本地區放假，澳洲一年一度最盛大的賽馬

紀念日：
- 5月26日——國家道歉日